# Firehose
Firehose (występujący również jako fIREHOSE) – amerykański zespół grający rocka alternatywnego.

## Historia
Został założony w 1986 przez byłych członków grupy Minutemen, która zakończyła działalność po nagłej śmierci wokalisty i gitarzysty D. Boona. Firehose utworzyli: perkusista George Hurley, basista Mike Watt oraz fan Minutemen, przyjaciel zespołu, wówczas 22-letni Ed Crawford. Crawford, pochodzący z Ohio, założył grupę dzwoniąc do Watta (znalazłszy wcześniej numer w książce telefonicznej) i oznajmiając, że chce zagrać z Wattem i Hurleyem w Kalifornii. Wiosną 1986 Crawford przyjechał do San Pedro, gdzie przekonał Watta (pogrążonego w depresji po śmierci D. Boona) do utworzenia Firehose. Nazwa grupy jest zainspirowana tekstem jednej z piosenek Boba Dylana, „Subterranean Homesick Blues” – ...Better stay away from those that carry around a fire hose... Firehose w ciągu ośmiu lat swojej działalności wydał pięć albumów studyjnych i dwa minialbumy. Temat tekstów zespołu nawiązywał do skateboardingu, kilka utworów pojawiło się w programach poświęconych temu sportowi (m.in. „Brave Captain” z albumu Ragin’, Full On i „Sometimes”, „Hear Me” i „Windmilling” z albumu If’n znalazły się w jednym z wideo nakręconych przez firmę Santa Cruz Skateboards).

## Muzycy
- Ed Crawford – śpiew, gitara (1986–1994)
- Mike Watt – gitara basowa (1986–1994)
- George Hurley – perkusja (1986–1994)

## Dyskografia

### Albumy
- Ragin’, Full On (1986)
- If’n (1987)
- Fromohio (1989)
- Flyin’ the Flannel (1991)
- Mr. Machinery Operator (1993)

### Minialbumy
- Sometimes, Almost Always (1988)
- Live Totem Pole (1992)